# National Defense Reserve Fleet

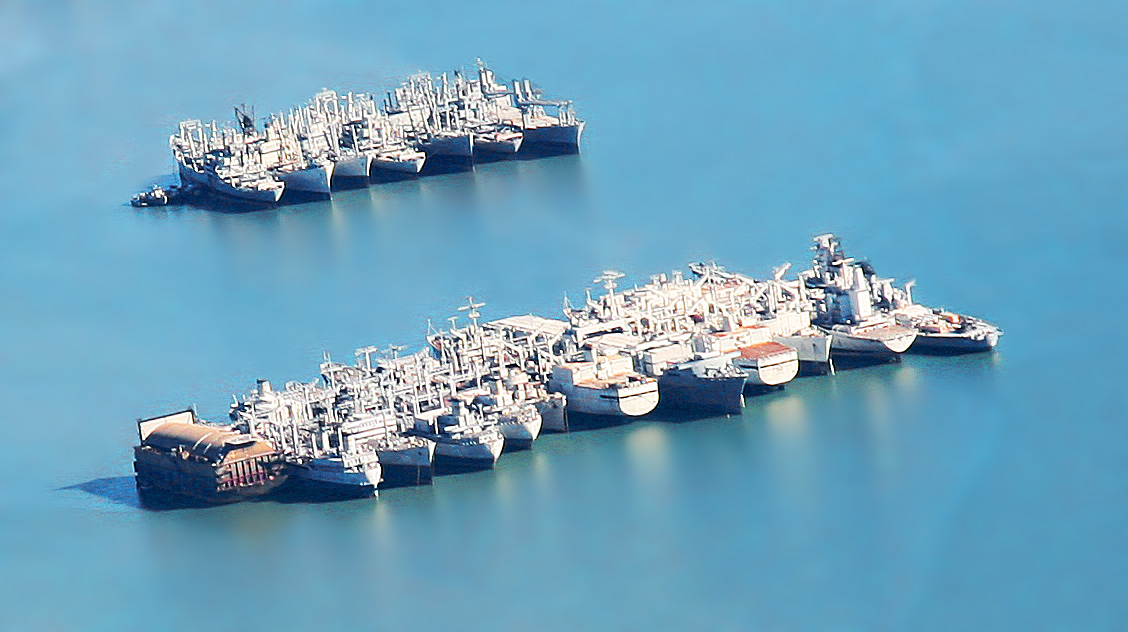
NDRF-schepen in Suisun Bay

De National Defense Reserve Fleet (NDRF) is een verzameling van oudere schepen in de Verenigde Staten. Deze vloot van voornamelijk koopvaardijschepen kan binnen 20 tot 120 dagen operationeel gemaakt worden bij een nationale crisis. De NDRF wordt beheerd door de United States Maritime Administration (MARAD) van het Amerikaanse federale ministerie van Transport.
De National Defense Reserve Fleet moet niet verward worden met de United States Navy Reserve Fleet, die voornamelijk uit militaire schepen bestaat.

## Geschiedenis
In 1946 werd de Merchant Ship Sales Act aangenomen. In deze wet werd ook een bepaling opgenomen van een reservevloot, de National Defense Reserve Fleet, die geactiveerd kon worden voor de nationale defensie of tijdens internationale spanningen.
In 1976 werd de vloot gesplitst in twee onderdelen:
- De schepen van de Ready Reserve Force (RRF) kunnen op zeer korte termijn, maximaal 20 dagen, weer ingezet worden;[1]
- Voor de non-RRF schepen geldt een activeringsperiode van maximaal 120 dagen. Deze schepen worden minder goed onderhouden waardoor het langer duurt om ze weer in de vaart te krijgen.[1]

Tijdens de Golfoorlog van 1990-1991 zijn RRF schepen ingezet om militair materieel op tijd aan het front te krijgen. Er zijn toen geen non-RRF schepen ingezet omdat het onzeker was of de schepen op tijd vaarklaar zouden zijn. Verder waren de schepen te klein en het laden en lossen zou langer duren dan bij modernere schepen. Tot slot waren er voldoende koopvaardijschepen in te huren bij commerciële rederijen.

## Inzet
Tijdens de Koreaanse oorlog zijn niet minder dan 540 schepen van de reservevloot geactiveerd om militair materieel te transporteren. Vanwege een groot tekort aan scheepvaartcapaciteit werd tussen 1951 en 1953 ongeveer 600 schepen in de vaart genomen om steenkool naar Europa en graan naar India te brengen.
Vanwege de sluiting van het Suezkanaal in 1956 werden nog eens 29 tankers en 223 droge-lading vrachtschepen geactiveerd. Schepen moesten omvaren via Kaap Hoorn en de langere reistijd deed de capaciteit afnemen waardoor extra schepen nodig werden. Tussen 1955 en 1964 werden honderden schepen gebruikt voor de opslag van Amerikaans graan omdat de capaciteit op het land tekortschoot.
Voor de Vietnamoorlog werden 172 reserveschepen ingezet en tijdens de Golfoorlog nog eens bijna 100 schepen. Dit was de laatste keer dat veel schepen voor een conflictsituatie zijn geactiveerd.
Na de tyfoons Katrina en Rita in 2005 zijn een tiental schepen geactiveerd om hulp te verlenen. Dit gebeurde ook in 2010 na de zware aardbevingen in Haïti en in 2012 na de orkaan Sandy.

## Locaties

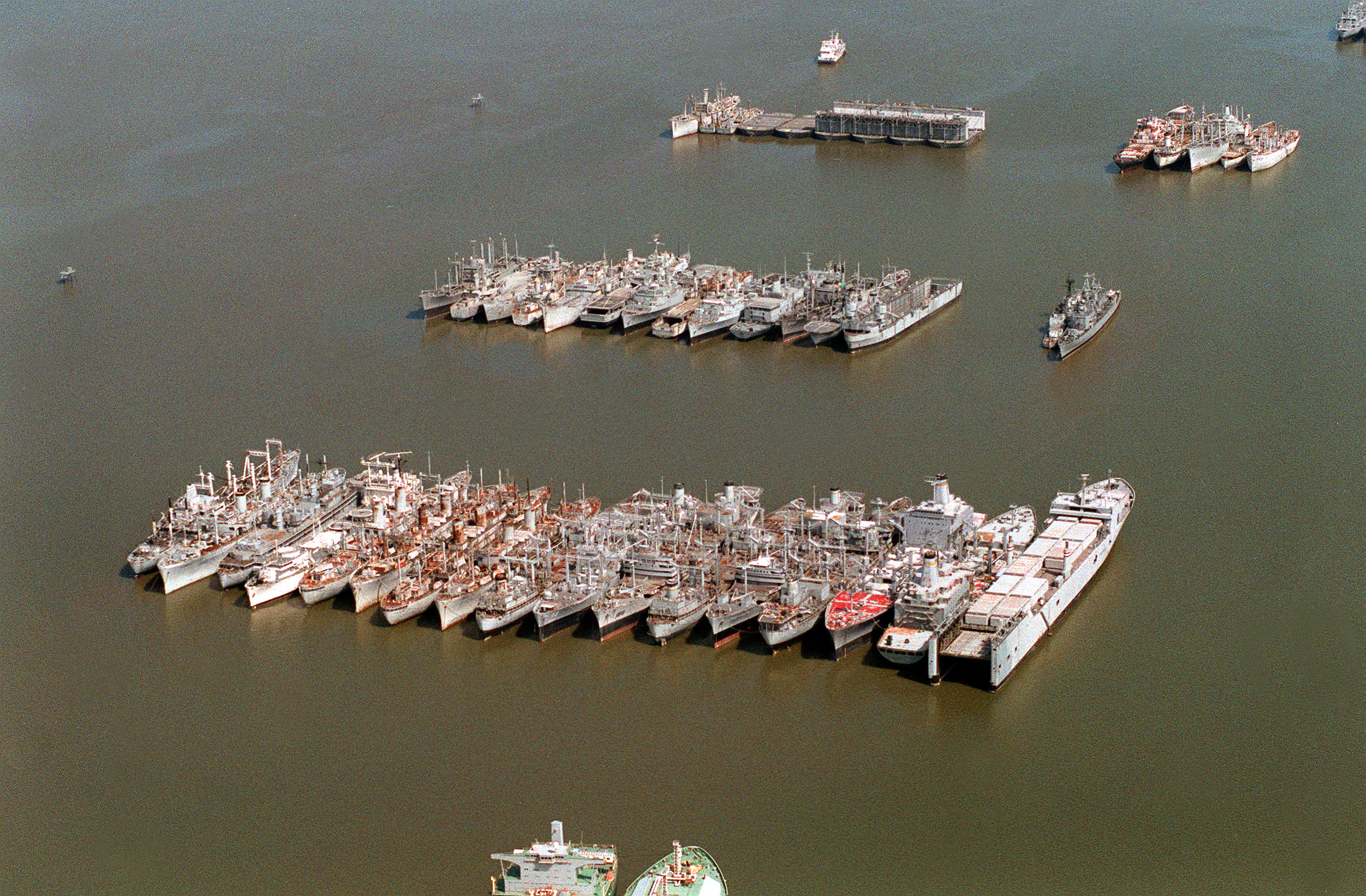
Zo'n 40 opgelegde schepen van de James River Reserve Fleet (1995)

Op haar hoogtepunt in 1950 bezat de NRDF 2277 schepen. Sindsdien is het aantal fors gedaald tot 274 in 2003, 230 stuks in 2007 en ongeveer 100 schepen in 2014.
De schepen liggen voornamelijk op de volgende locaties:
- James River, Virginia – de 'James River Reserve Fleet';
- Beaumont, Texas - de 'Beaumont Reserve Fleet';
- Suisun Bay, Californië, de 'Suisun Bay Reserve Fleet'.

Voormalige ankerplaatsen zijn onder meer:
- Stony Point, New York;
- Wilmington, North Carolina;
- Mobile, Alabama;
- Astoria, Oregon;
- Olympia, Washington.